# Калидън
Калидън (на старогръцки: Κάλυδνος, Calydnus, Kalydnos) в древногръцката митология e син на Уран и първият митичен цар на Древна Тива в Беотия. Той обградил Тива със стена. Последван е от Огиг.